# Comuna Tereșcenkî, Bilopillea
Tereșcenkî (în ucraineană Терещенки) este o comună în raionul Bilopillea, regiunea Sumî, Ucraina, formată din satele Novoandriivka, Rudenkove, Sadove și Tereșcenkî (reședința).

## Demografie
Componența lingvistică a comunei Tereșcenkî
     Ucraineană (97,97%)
     Rusă (1,16%)
     Alte limbi (0,87%)
Conform recensământului din 2001, majoritatea populației comunei Tereșcenkî era vorbitoare de ucraineană (97,97%), existând în minoritate și vorbitori de rusă (1,16%).